# Чернолусские
Чарнолуские (Чернолусские, пол. Czarnołuski) — дворянский род.
Фамилии Чарнолуских, Иван, Пётр и потомки сего рода Чарнолуские, служили российскому престолу бунчуковыми товарищами, полковниками и в других чинах и по универсалам гетманов, с 1689 года владели разными сёлами и крестьянами.
Определением Новгородско-Северского дворянского депутатского собрания род Чарнолуских внесён в 6-ю часть дворянской родословной книги, в число древнего дворянства.
Польские Чарнолуские владели поместьями в прежней Хелмской земле. Из них Войтех в 1621 году исправлял должность коморника земского, а около 1639 года был Войским Грабовецким.

## Описание герба
В щите, имеющем серебряное поле, изображён красного цвета телёнок с рогами, идущий по траве в левую сторону.
Щит увенчан дворянскими шлемом и короной. Нашлемник: до половины красный телёнок. Намёт на щите золотой, подложенный зелёным. Герб рода Чернолусских (Чернолуских) внесён в часть 9 Общего гербовника дворянских родов Всероссийской империи, с. 115.